# Trinidad Huertas Cuenca
Trinidad Huertas Cuenca, conocida también bajo el nombre artístico de La Cuenca (Málaga, 8 de mayo de 1857 – La Habana, Cuba, 1890), fue una bailaora y guitarrista de flamenco española, una intérprete singular de su época.

## Biografía
Era hija de María Cuenca Fernández, de la barriada malagueña de El Palo, y José Huertas Flores, de Antequera. Nacida en la calle de Jinetes, de Málaga, pronto empezó su actividad artística en los cafés cantantes de su ciudad; se hacía llamar por su segundo apellido, quizás para evitar la confusión con el guitarrista alicantino de nombre muy similar.
Debutó en Almería en 1875. En 1879 actuaba en el Teatro de la Bolsa de Madrid, y en los años siguientes, 1879, 1880 y 1881, en el teatro Eguilaz de Jerez de la Frontera. También recorrió los cafés cantantes de varios puntos del país; así, la encontramos en 1883 en Barcelona, en el Café de la Alegría, y después en Cartagena y en Valencia.
En 1887 protagonizó en el Nouveau Cirque de París un espectáculo titulado La feria de Sevilla, que obtuvo un gran éxito, con doscientas representaciones. Después, en septiembre del mismo año, actuó en el Teatro Principal de Ciudad de México, desde donde seguiría hacia La Habana, para actuar en el Teatro Cervantes. En 1888 debutó en Nueva York, en la sala de conciertos Koster & Bial's. Después de una breve estancia en París, volvió a La Habana, donde murió en 1890.
Una de las peculiaridades de su estilo era que se presentaba vestida de hombre y con traje corto: chaqueta, pantalón ceñido, botas vaqueras, sombrero calañas, camisas con chorreras y faja de seda, y ejecutaba el baile de hombre, en el que, además del zapateado, añadía simulaciones de los movimiento. El célebre Maestro José Otero dejó dicho que había sido la primera en bailar las soleas de Arcas como zapateado flamenco, como se han bailado siempre después.